# Hagemeyer
Hagemeyer était une entreprise néerlandaise de distribution de matériel électrique.

## Histoire
En 2000, les groupes français Rexel et Sonepar (ce dernier détient déjà 10,49% d'Hagemeyer) se regroupent pour formuler une offre de rachat d'Hagemeyer, une offre refusée par les principaux actionnaires du groupe néerlandais.
En 2006, le groupe, alors numéro trois mondial, enregistre un chiffre d'affaires de 6,2 milliards d'euros. En 2008, le groupe Hagemeyer est finalement repris par Rexel, qui en cède ensuite la majorité de ses activités au groupe Sonepar la même année. Hagemeyer est repris à 4,60 euros l'action, valorisant la transaction à un total de 3 milliards d'euros.